# Model d'equacions simultànies
Els models d'equacions simultànies són un tipus de model estadístic en què les variables dependents són funcions d'altres variables dependents, en lloc de només variables independents. Això significa que algunes de les variables explicatives es determinen conjuntament amb la variable dependent, que en economia sol ser conseqüència d'algun mecanisme d'equilibri subjacent. Prenguem el model típic d'oferta i demanda: mentre que normalment es determinaria que la quantitat ofertada i demandada és una funció del preu fixat pel mercat, també és possible que passi el contrari, on els productors observen la quantitat que demanen els consumidors i després fixen el preu.
La simultaneïtat planteja reptes per a l'estimació dels paràmetres estadístics d'interès, ja que es viola la suposició de Gauss-Markov d'exogeneïtat estricta dels regressors. I tot i que seria natural estimar totes les equacions simultànies alhora, això sovint condueix a un problema d'optimització no lineal computacionalment costós, fins i tot per al sistema d'equacions lineals més simple. Aquesta situació va impulsar el desenvolupament, encapçalat per la Comissió Cowles a les dècades del 1940 i del 1950, de diverses tècniques que estimen cada equació del model en sèrie, entre les quals destaca la màxima versemblança d'informació limitada i els mínims quadrats de dues etapes.

## Forma estructural i reduïda
Suposem que hi ha m equacions de regressió de la forma
{\displaystyle y_{it}=y_{-i,t}'\gamma _{i}+x_{it}'\;\!\beta _{i}+u_{it},\quad i=1,\ldots ,m,}
on i és el número de l'equació i t = 1, ..., T t = 1, ..., T és l'índex d'observació. En aquestes equacions, x és el vector k i × 1 de variables exògenes, y és la variable dependent, y − i, t és el vector n i × 1 de totes les altres variables endògenes que entren a  l'equació i- èsima del costat dret, i u són els termes d'error. La notació “ −i ” indica que el vector y −i,t pot contenir qualsevol de les y excepte y= it (ja que ja és present al costat esquerre). Els coeficients de regressió β i i γ i tenen les dimensions k i × 1 i n i × 1 corresponentment. Apilant verticalment les T observacions corresponents a l' i- èsima equació, podem escriure cada equació en forma vectorial com a
{\displaystyle y_{i}=Y_{-i}\gamma _{i}+X_{i}\beta _{i}+u_{i},\quad i=1,\ldots ,m,}
on y i u i són vectors T× 1, X i és una matriu T×k i de regressors exògens i Y − i és una matriu T×n i de regressors endògens al costat dret de l' i- èsima equació. Finalment, podem moure totes les variables endògenes al costat esquerre i escriure les m equacions conjuntament en forma vectorial com a
{\displaystyle Y\Gamma =X\mathrm {B} +U.\,}
Aquesta representació es coneix com a forma estructural. En aquesta equació Y = [y1 y2 ... ym] és la matriu T×m de variables dependents. Cadascuna de les matrius Y −i és, de fet, una submatriu amb n i columnes d'aquesta Y. La matriu m×m Γ, que descriu la relació entre les variables dependents, té una estructura complicada. Té unitats a la diagonal, i tots els altres elements de cada columna i són o bé els components del vector −γ i o bé zeros, depenent de quines columnes de Y s'havien inclòs a la matriu Y −i. La matriu T×k X conté tots els regressors exògens de totes les equacions, però sense repeticions (és a dir, la matriu X hauria de tenir rang complet). Així, cada X i és una submatriu k i de X. La matriu Β té una mida k×m, i cadascuna de les seves columnes consisteix en els components dels vectors β i i zeros, depenent de quins dels regressors de X s'han inclòs o exclòs de X i. Finalment, U = [u1 u2 ... um] és una matriu T×m dels termes d'error.
Postmultiplicant l'equació estructural per Γ −1, el sistema es pot escriure en la forma reduïda com a
{\displaystyle Y=X\mathrm {B} \Gamma ^{-1}+U\Gamma ^{-1}=X\Pi +V.\,}
Això ja és un model lineal general simple, i es pot estimar, per exemple, mitjançant mínims quadrats ordinaris. Malauradament, la tasca de descompondre la matriu estimada {\displaystyle \scriptstyle {\hat {\Pi }}} en els factors individuals Β i Γ −1 és força complicada i, per tant, la forma reduïda és més adequada per a la predicció però no per a la inferència.

## Identificació
Les condicions d'identificació requereixen que el sistema d'equacions lineals sigui resoluble per als paràmetres desconeguts.
Més concretament, la condició d'ordre, una condició necessària per a la identificació, és que per a cada equació ki + ni ≤ k, que es pot expressar com "el nombre de variables exògenes excloses és major o igual al nombre de variables endògenes incloses".
La condició de rang, una condició més forta que és necessària i suficient, és que el rang de Πi0 sigui igual ni, on Πi0 és una matriu (k − ki)×ni que s'obté de Π ratllant les columnes que corresponen a les variables endògenes excloses i les files que corresponen a les variables exògenes incloses.

## Estimació
El mètode d'estimació més simple i comú per al model d'equacions simultànies és l'anomenat mètode dels mínims quadrats de dues etapes, desenvolupat independentment per Theil (1953) i Basmann (1957). És una tècnica equació per equació, on els regressors endògens del costat dret de cada equació s'instrumenten amb els regressors X de totes les altres equacions. El mètode s'anomena "de dues etapes" perquè realitza l'estimació en dos passos:
Pas 1 : Fer la regressió de Y −i sobre X i obtenir els valors predits {\displaystyle \scriptstyle {\hat {Y}}_{\!-i}} ;
Pas 2 : Estimar γ i, β i mitjançant la regressió de mínims quadrats ordinaris de y i sobre {\displaystyle \scriptstyle {\hat {Y}}_{\!-i}} i X i.

## Aplicacions en ciències socials
En diversos camps i disciplines, s'apliquen models d'equacions simultanis a diversos fenòmens d'observació. Aquestes equacions s'apliquen quan se suposa que els fenòmens són recíprocament causals. L'exemple clàssic és l'oferta i la demanda en economia. En altres disciplines hi ha exemples com ara les avaluacions de candidats i la identificació de partits o l'opinió pública i la política social en ciències polítiques; la inversió en carreteres i la demanda de viatges en geografia; i el nivell educatiu i l'entrada a la paternitat en sociologia o demografia. El model d'equacions simultànies requereix una teoria de causalitat recíproca que inclogui característiques especials si els efectes causals s'han d'estimar com a retroalimentació simultània en lloc de "blocs" unilaterals d'una equació on un investigador està interessat en l'efecte causal de X sobre Y mentre manté constant l'efecte causal de Y sobre X, o quan l'investigador coneix la quantitat exacta de temps que triga a tenir lloc cada efecte causal, és a dir, la durada dels retards causals. En lloc d'efectes retardats, la retroalimentació simultània significa estimar l'impacte simultani i perpetu de X i Y mútuament. Això requereix una teoria que els efectes causals siguin simultanis en el temps, o tan complexos que semblin comportar-se simultàniament; un exemple comú són els estats d'ànim dels companys de pis. Per estimar models de retroalimentació simultània també cal una teoria d'equilibri: que X i Y es troben en estats relativament estacionaris o formen part d'un sistema (societat, mercat, aula) que es troba en un estat relativament estable.